# Ockralövmätare
Ockralövmätare (Idaea ochrata) är en fjärilsart som beskrevs av Giovanni Antonio Scopoli 1763. Ockralövmätare ingår i släktet Idaea och familjen mätare, Geometridae. Arten är reproducerande i Sverige. En underart finns listad i Catalogue of Life, Idaea ochrata cantiata Prout, 1913.

## Bildgalleri

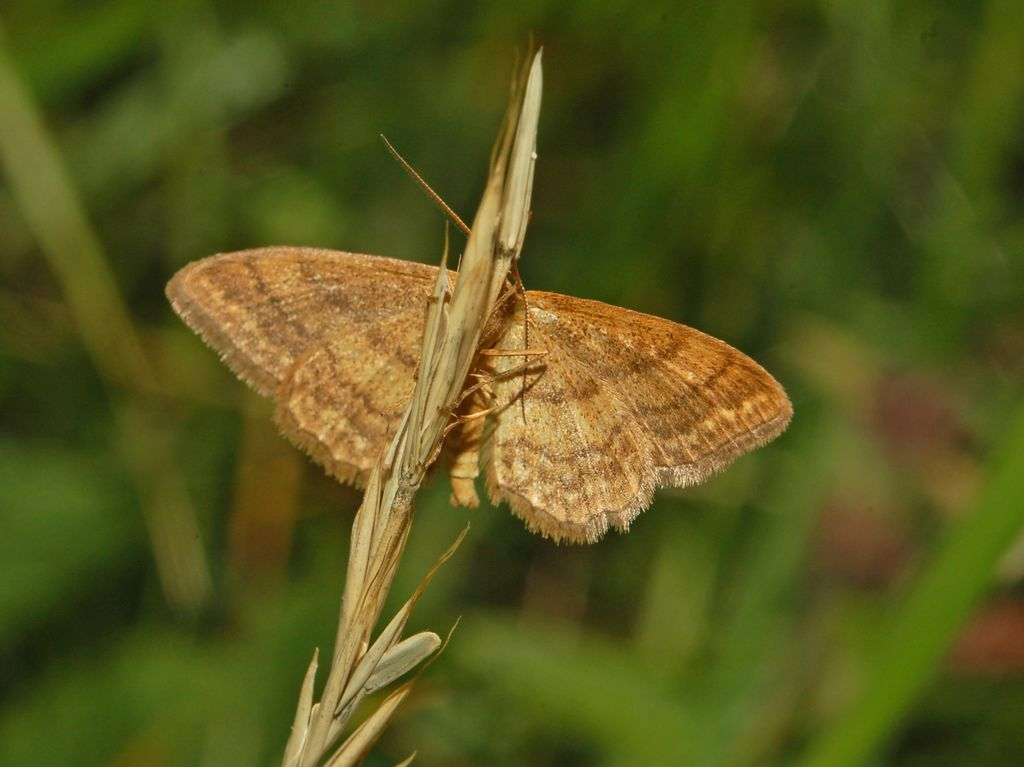
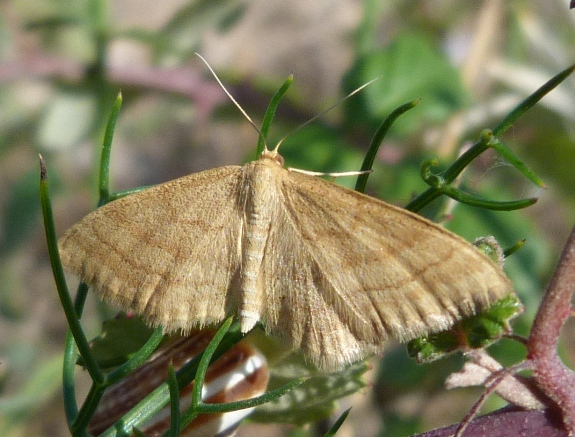
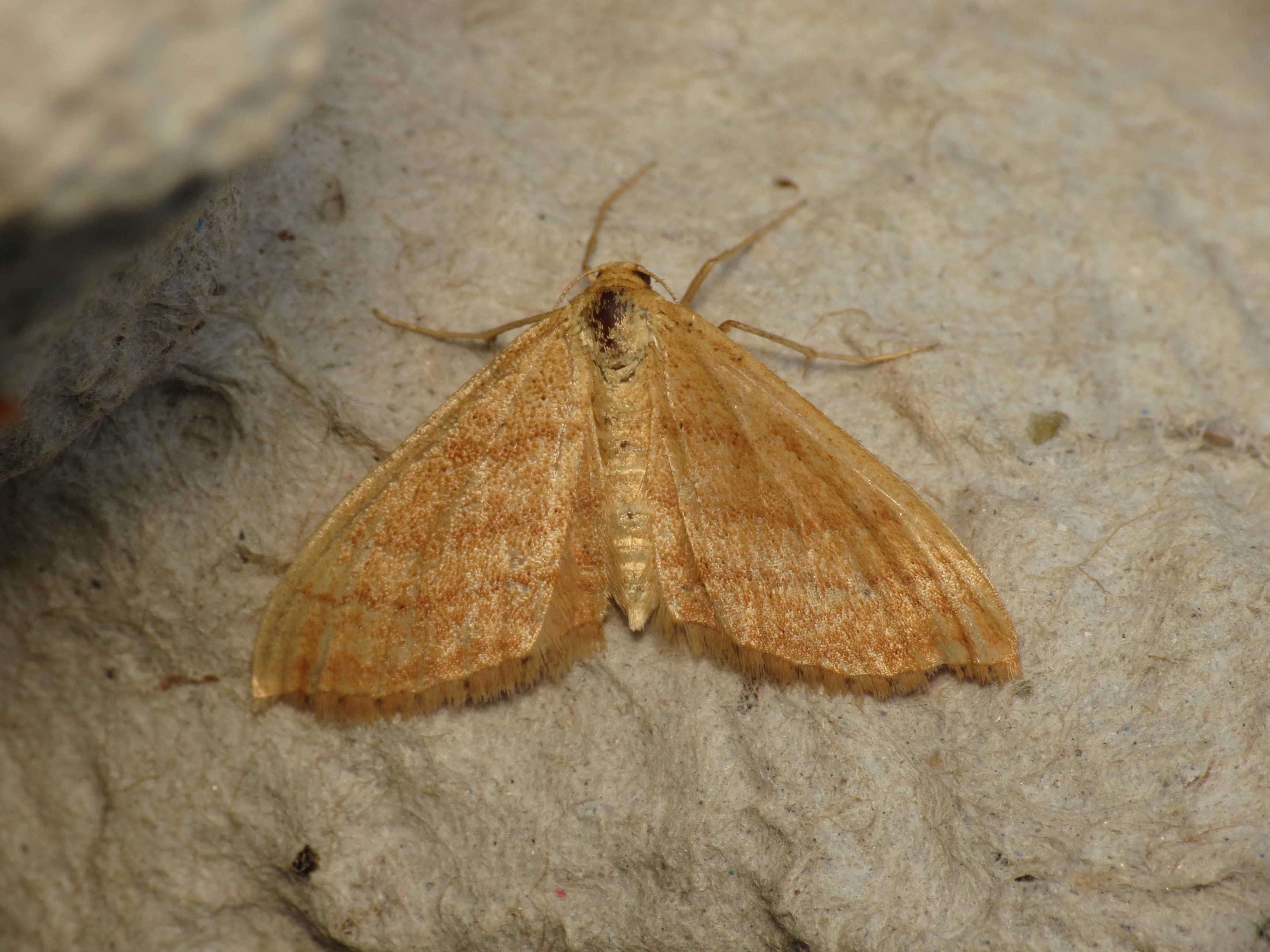